# Cheilotrichia (Empeda) vaillanti
Cheilotrichia (Empeda) vaillanti is een tweevleugelige uit de familie steltmuggen (Limoniidae). De soort komt voor in het Palearctisch gebied.